# Classe Hunt (navire de guerre des mines)
Pour les autres classes de navires du même nom, voir Classe Hunt.
La classe Hunt est une série de 13 navires de guerre des mines, combinant les fonctions de dragueur et de chasseur de mines, construite pour la Marine britannique et entrée en service dans les années 1980. Deux ont été par la suite vendus à la Marine grecque et deux autres à la Lituanie.

## Historique
Les 13 bateaux sont fabriqués entre 1978 et 1988 par le chantier naval Vosper Thornycroft, à l'exception des HMS Cottesmore et Middleton dont les constructions sont réalisées par celui de Yarrow. Ils sont admis en service entre 1980 et 1989.
Trois d'entre eux, les HMS Brecon, Cottesmore et Dulvertone, sont plus tard convertis en patrouilleurs pour les eaux nord-irlandaises puis désarmés en 2005. Le premier devient un navire-école amarré, les deux autres sont revendus en 2008 à la Marine lituanienne, qui les modernise et les rééquipe dans leur rôle d'origine pour être remis en service en 2011.
Les HMS Bicester et HMS Berkeley, quant à eux, sont transférés à la Marine grecque en 2001 avec les noms de Europa et Callisto.
Enfin, les 8 unités restantes perdent leur capacité de dragage et sont spécialisés en chasseurs de mines lors de programmes de rénovation dans les années 2000. D'abord en 2001, lorsque Thales UK remporte un contrat pour l'installation de son sonar de coque 2193 à fréquence large (entre 100 et 300 kHz), dont la réalisation est effectuée en 2004. Ensuite accompagnée de la modernisation par BAE Systems Insyte du système de commande Nautis M vers la version Nautis 3, utilisé pour manœuvrer le bateau ainsi que trouver, identifier et détruire à distance les mines. Ces améliorations accroissent significativement la portée et la sensibilité de détection des objets sous-marins par les navires, capables désormais de les déceler jusqu'à un kilomètre. De même, les 2 robots sous-marins téléguidés ECA PAP 104 Mk3 opérés depuis le dit système de commande, qui permettent de reconnaitre et potentiellement poser des charges sur les engins repérés par le sonar, sont remplacés par le Seafox C (en) entre 2007 et 2009. Les Hunt étaient équipés jusqu'en 2005 d'un câble de dragage (de type WS Mk8) pour sectionner les orins des mines, celui-ci pouvait être utilisé à partir d'un des navires, ou de deux pour couvrir une superficie plus importante.
En septembre 2021, il est prévu que la Royal Navy retire du service les bâtiments de cette classe entre 2029 et 2031. Elle devrait être remplacée par des navires sans équipage.

## Galerie

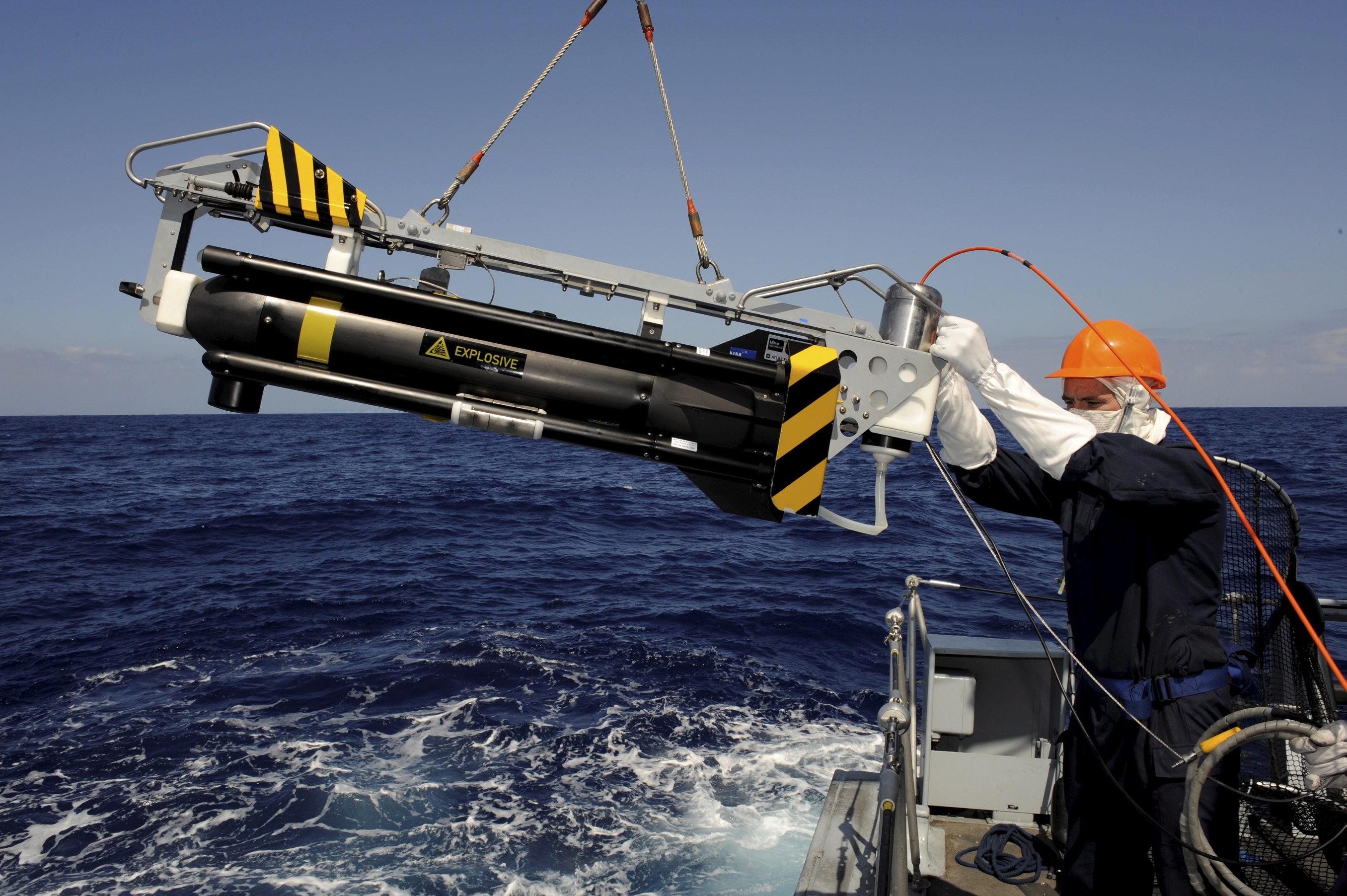
Un Seafox C mis à l'eau.
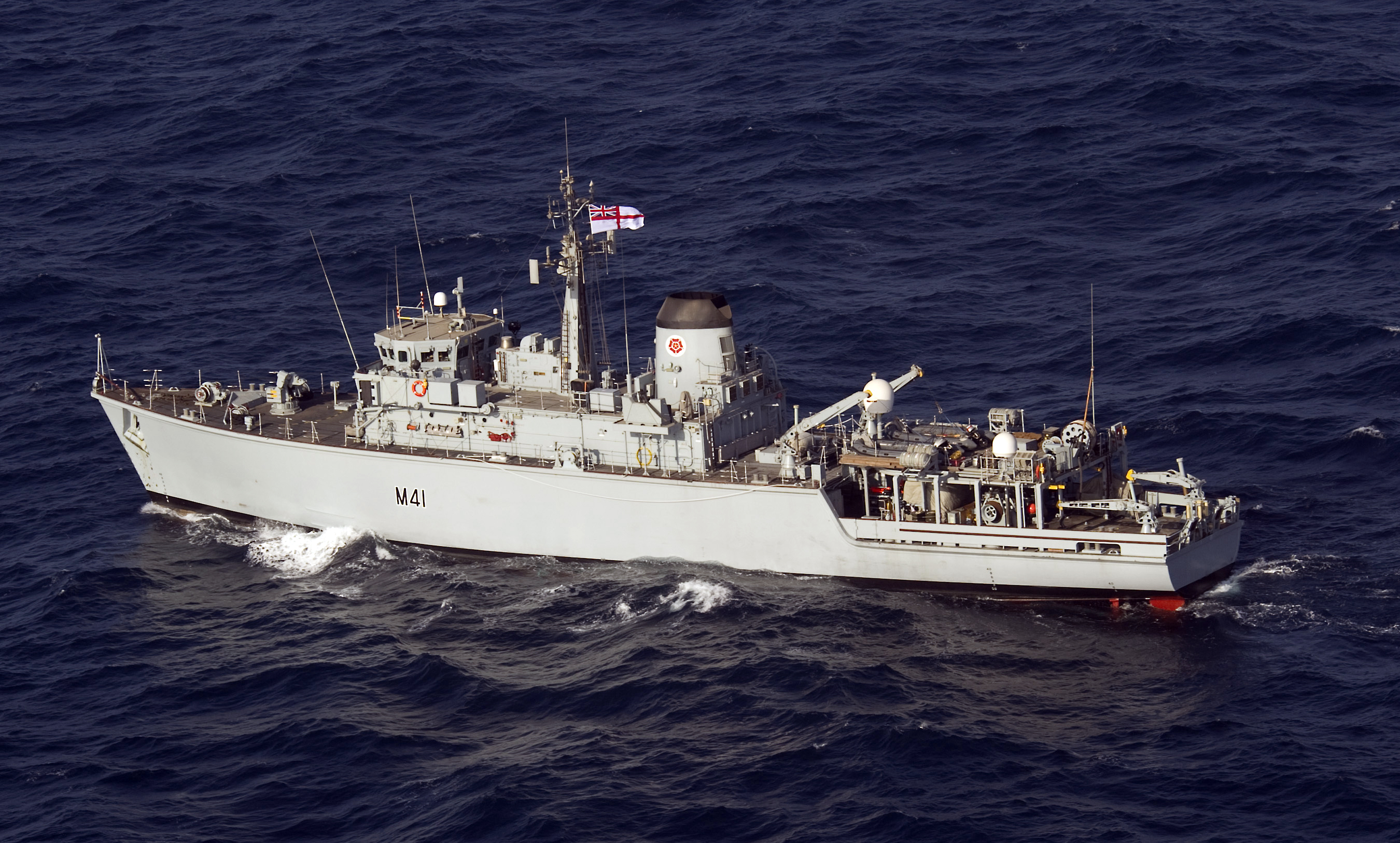
Bâbord de l'HMS Quorn.
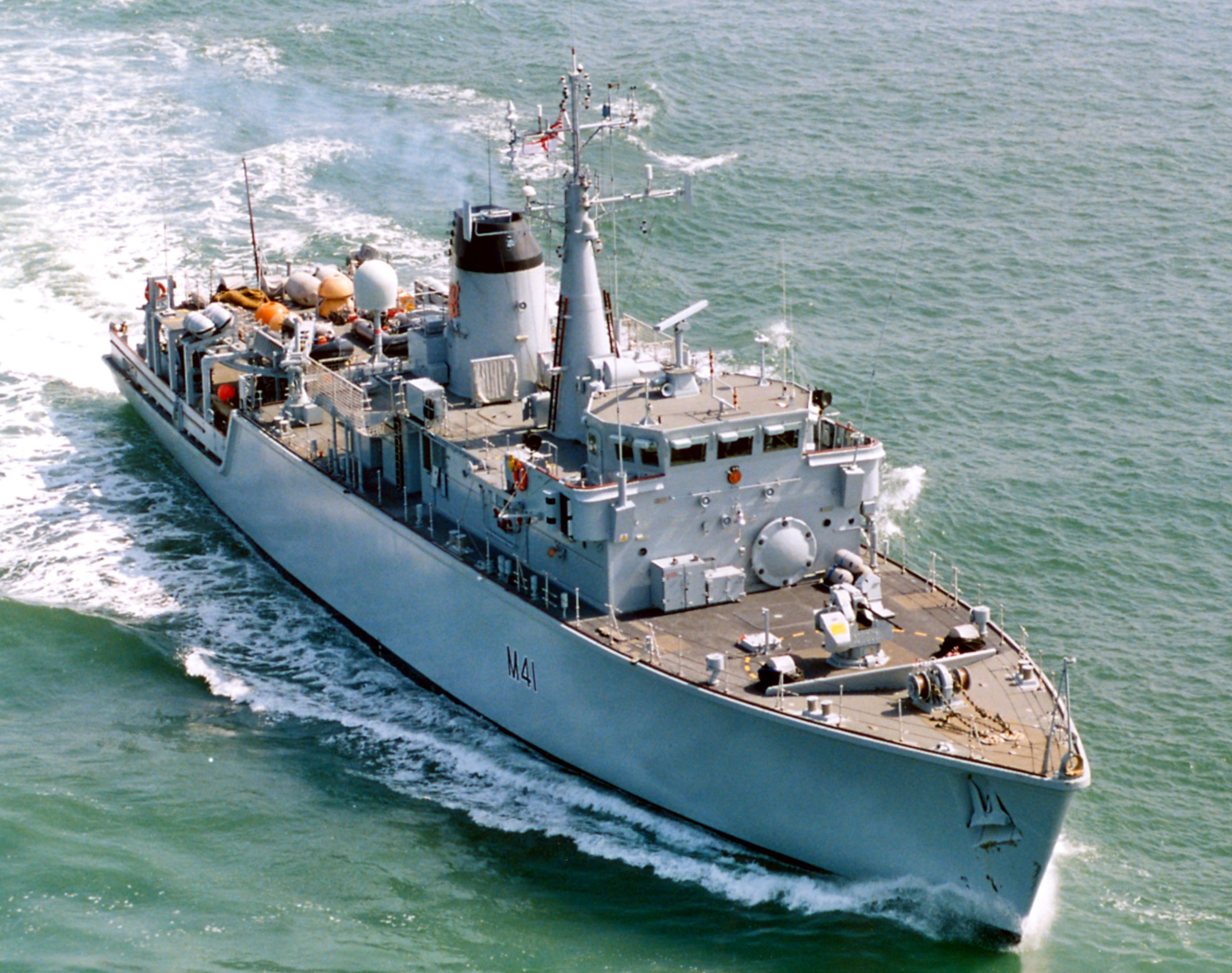
Proue de l'HMS Quorn.

## Navires
| Marine                      | Nom          | N° de coque | Constructeur        | Lancement | Mise en service | Statut                                                                                                  |
| --------------------------- | ------------ | ----------- | ------------------- | --------- | --------------- | --- |
| Royaume-Uni                 | Brecon       | M29         | Vosper Thornycroft  | 1978      | 1980            | Retiré du service en 2005, navire-école HMS Raleigh                                                     |
| Royaume-Uni                 | Ledbury      | M30         | Vosper Thornycroft  | 1979      | 1981            | En service                                                                                              |
| Royaume-Uni                 | Cattistock   | M31         | Vosper Thornycroft  | 1981      | 1982            | En service                                                                                              |
| Royaume-Uni                 | Brocklesby   | M33         | Vosper Thornycroft  | 1982      | 1982            | En service                                                                                              |
| Royaume-Uni                 | Middleton    | M34         | Yarrow Shipbuilders | 1983      | 1984            | En service                                                                                              |
| Royaume-Uni                 | Chiddingfold | M37         | Vosper Thornycroft  | 1983      | 1984            | En service                                                                                              |
| Royaume-Uni                 | Atherstone   | M38         | Vosper Thornycroft  | 1986      | 1986            | Retiré du service le 14 décembre 2017                                                                   |
| Royaume-Uni                 | Hurworth     | M39         | Vosper Thornycroft  | 1984      | 1985            | En service                                                                                              |
| Royaume-Uni                 | Quorn        | M41         | Vosper Thornycroft  | 1988      | 1989            | Retiré du service le 14 décembre 2017                                                                   |
| Marine hellénique           | Europa       | M62         | Vosper Thornycroft  | 1985      | 1988 / 2001     | Hors service après une collision avec un porte-conteneurs le 27 octobre 2020, anciennement HMS Bicester |
| Marine hellénique           | Kallisto     | M63         | Vosper Thornycroft  | 1986      | 1986 / 2000     | En service, anciennement HMS Berkeley                                                                   |
| Marine lituanienne Lituanie | Skalvis      | M53         | Yarrow Shipbuilders | 1982      | 1983 / 2011     | En service, anciennement HMS Cottesmore                                                                 |
| Marine lituanienne Lituanie | Kuršis       | M54         | Vosper Thornycroft  | 1982      | 1983 / 2011     | En service, anciennement HMS Dulverton                                                                  |